# 馬上孝太郎
馬上 孝太郎（もうえ こうたろう、1873年（明治6年）1月12日 - 1945年（昭和20年）5月25日）は、日本の教育者。

## 経歴
福島県出身。1899年（明治32年）、東京高等師範学校文科を卒業。秋田県師範学校教諭、東京高等師範学校舎監・教授、学習院教授、女子学習院教授・学生監を歴任。1924年（大正13年）より東京高等師範学校教授・附属中学校主事を務め、1941年（昭和16年）に退官した。
その他、茗渓会理事長、帝国教育会理事を務めた。
1945年（昭和20年）5月25日の空襲で戦災死した。

## 著作
著書
- 『児童の社会的教化』 目黒書店、1905年4月
- 『吾人の修養』 目黒書店、1906年9月
- 『教育教授の欠欿』 目黒書店、1909年11月
  - 『教育教授の欠欿』 目黒書店、1910年9月増訂四版
- 『少女の教育』 目黒書店、1914年10月 ／ 日本図書センター〈近代日本女子教育文献集〉、1984年7月 ／ 2002年6月、ISBN 4820568663

編書
- 『参考 綱目体日本歴史』 目黒書店、1907年8月
  - 『参考 綱目体日本歴史』新訂、目黒書店、1915年3月

## 関連文献
- 馬上先生教育功労記念会編纂 『記念志』 馬上先生教育功労記念会、1942年9月
- 「馬上孝太郎」（茗渓会編 『茗渓人物志』 講談社、1972年5月）

| 公職                     | 公職                                           | 公職                     |
| ------------------------ | ---------------------------------------------- | ------------------------ |
| 先代 田中寛一            | 東京高等師範学校附属中学校主事 1931年 - 1941年 | 次代 森本角蔵            |
| その他の役職             |                                                |                          |
| 先代 岡本作次郎 （新設） | 茗渓会理事長 1938年 - 1945年 1934年            | 次代 田中寛一 岡本作次郎 |